# Токійський науковий університет
Токійський науковий університет (яп. 東京科学大学, とうきょうかがくだいがく; англ. Institute of Science Tokyo) — державний університет у Японії. Розташований за адресою: префектура Токіо, район Меґуро, квартал Оокаяма 2-12-1. Відкритий 1929 року. Скорочена назва — Каґаку-дай (яп. 科学大, かがくだい). н був офіційно створений 1 жовтня 2024 року в результаті злиття Токійський технічний університет (Tokyo Tech) та Токійський медично-стоматологічний університет (TMDU).

## Факультети
- Природничий факультет (яп. 理学部)
- Інженерно-технічний факультет (яп. 工学部)
- Біологічно-технічний факультет (яп. 生命理工学部)
- Медичний факультет (яп. 医学部)
- Стоматологічний факультет (яп. 歯学部)
- Загальноосвітній відділ (яп. 教養部)

## Аспірантура
- Природничо-технічна аспірантура (яп. 理工学研究科)
- Аспірантура біологічно-технічних наук (яп. 生命理工学研究科)
- Аспірантура інтегрованих природничо-технічних наук (яп. 総合理工学研究科}})
- Аспірантура інформаційно-технічних наук (яп. 情報理工学研究科)
- Аспірантура суспільно-технічних наук (яп. 社会理工学研究科)
- Аспірантура інноваційного менеджменту (яп. イノベーションマネジメント研究科)
- Аспірантура інтегрованих студій з медицини й стоматології (яп. 保健衛生学研究科)
- Аспірантура студій з охорони здоров'я та гігієни (яп. 保健衛生学研究科)
- Аспірантура біоінформаційної освіти (яп. 生命情報科学教育部)
- Аспірантура біомедичних наук (яп. 疾患生命科学研究部)

## Люди варті уваги
- Хідекі Сіракава — лауреат Нобелівської премії з хімії у 2000 році
- Осумі Йосінорі — лауреат Нобелівської премії з медицини у 2016 році